# Kelly Fisher
Kelly Teresa Fisher MBE (ur. 25 sierpnia 1978 w South Elmsall) – angielska zawodowa bilardzistka i snookerzystka.

## Kariera
Fisher dorastała w South Elmsall, niedaleko Pontefract, w West Yorkshire. Nauczyła się grać w bilard w pubie rodziców, a w wieku 13 lat zajęła się snookerem. W wieku 21 lat zajmowała pierwsze miejsce w rankingu już przez dwa sezony.
Fisher trzykrotnie z rzędu wygrała Mistrzostwa Świata Kobiet w Snookerze w latach 1998–2000, a tytuł ten zdobyła ponownie w latach 2002 i 2003.
W 2001 roku wygrała cztery kolejne turnieje kobiece – British Open, Belgian Open, LG Cup i UK Championship, a swoją passę zwycięstw przedłużyła do dziesięciu kolejnych turniejów, wygrywając LG Cup w październiku 2002 roku.
Łącznie zdobyła 45 tytułów rankingowych w latach 1991–2003. W latach 2001–2003 wygrała piętnaście kolejnych turniejów, odnosząc 69 zwycięstw z rzędu. Jej break wynoszący 125 punktów podczas Mistrzostw Świata Kobiet w Snookerze w 2003 był rekordem imprezy aż do 2023. Była pierwszą kobietą, która w kwalifikacjach Mistrzostw Świata w Snookerze dokonała breaka stupunktowego – 106 punktów w meczu z Ryanem Dayem w 2002 roku.
W 2003 roku Fisher wygrała pierwsze Mistrzostwa Świata Kobiet IBSF.
Kiedy w 2003 roku organ zarządzający tym sportem wycofał swoje wsparcie dla rozgrywek kobiecych, rezygnując ze wszystkich ważnych turniejów kobiecych, Fisher stanęła przed wyborem: albo podjęcie pracy na pełen etat, albo przejście na bilard dziewięciobilowy. Postanowiła przejść na bilard i przeprowadziła się do Stanów Zjednoczonych, aby grać w Women's Professional Billiard Association (WPBA Tour), dołączając do byłych zawodniczek snookera Allison Fisher i Karen Corr.
Po tym, jak przez dwa lata znajdowała się w pierwszej dziesiątce zawodniczek i trzykrotnie z rzędu (2005–2007) wygrywała turniej San Diego Classic, Fisher osiągnęła pozycję nr 1. w światowym rankingu kobiet w sierpniu 2008 r., zwycięstwem w US Open Championship. Od tego czasu zwyciężyła w dywizjach kobiecych w 2009 r. w International Tournament of Champions i US Open 9-Ball Championship, w 2011 r. w World Ten-ball Championship, w 2012 r. w WPA Nine-ball World Championship (oraz zdobyła tytuł WPA Player of the Year), wśród innych tytułów.
Fisher jest certyfikowanym instruktorem BCA/PBIA Advanced. Trenowała na całym świecie. Została nominowana na trenera największej na świecie amatorskiej ligi bilardowej, APA, aby uczyć i rozwijać zawodników ze stanu Karolina Północna. Trenowała reprezentację Hongkongu w Hong Kong Sports Institute.
Fisher została mianowana Członkiem Orderu Imperium Brytyjskiego (MBE) w ramach noworocznych odznaczeń za zasługi dla sportu w 2024.

## Zwycięstwa w turnieju
Wszystkie zwycięstwa dotyczą pierwszego miejsca w kategoriach kobiet, chyba że zaznaczono inaczej.

### Snooker
| Rezultat   |    | Year | Turniej                                                 | Przeciwniczka     | Wynik | Przypisy          |
| ---------- | -- | ---- | ------------------------------------------------------- | ----------------- | ----- | ----------------- |
| Zwycięstwo | 1  | 1993 | WLBSA Connie Gough Memorial                             | Tessa Davidson    | 3–1   | [ 6 ]             |
| Zwycięstwo | 2  | 1994 | WLBSA Connie Gough Memorial                             | Karen Corr        | 4–2   | [ 5 ] [ 7 ]       |
| Zwycięstwo | 3  | 1994 | WLBSA James Brooks Classic                              | Tessa Davidson    | 3–2   | [ 5 ] [ 7 ]       |
| Zwycięstwo | 4  | 1995 | WLBSA Academy Fork Lift                                 | Karen Corr        | 4–0   | [ 5 ] [ 7 ]       |
| Zwycięstwo | 5  | 1995 | WLBSA Halsteads Ladies Classic                          | Karen Corr        | 3–0   | [ 5 ] [ 7 ]       |
| Zwycięstwo | 6  | 1995 | WLBSA M-Tech Ladies Classic                             | June Banks        | 4–0   | [ 5 ] [ 7 ]       |
| Zwycięstwo | 7  | 1996 | WLBSA Bailey Homes                                      | June Banks        | 4–2   | [ 5 ] [ 7 ]       |
| Zwycięstwo | 8  | 1996 | WLBSA Ladies Regal Scottish                             | Lynette Horsburgh | 4–1   | [ 5 ] [ 7 ]       |
| Zwycięstwo | 9  | 1996 | WLBSA Ladies Regal Welsh                                | Ann-Marie Farren  | 4–1   | [ 5 ] [ 7 ]       |
| Zwycięstwo | 10 | 1996 | WLBSA Applecentre Classic                               |                   |       | [ 5 ]             |
| Zwycięstwo | 11 | 1996 | EBSA European Snooker Championship                      | Karen Corr        | 6–3   |                   |
| Zwycięstwo | 12 | 1997 | WLBSA James Brooks Classic                              | Karen Corr        | 3–1   | [ 5 ] [ 7 ]       |
| Zwycięstwo | 13 | 1997 | WLBSA Applecentre Classic                               | Lisa Quick        | 4–2   | [ 7 ]             |
| Zwycięstwo | 14 | 1997 | EBSA European Snooker Championship                      | Kim Shaw          | 5–3   |                   |
| Finalistka | 15 | 1997 | Women’s World Snooker Championship                      | Karen Corr        | 3–6   |                   |
| Zwycięstwo | 16 | 1998 | WLBSA Ladies Regal Scottish                             | Tessa Davidson    | 4–3   | [ 5 ] [ 7 ]       |
| Zwycięstwo | 17 | 1998 | WLBSA Grand Prix (Ladies)                               | Lisa Quick        | 4–0   | [ 5 ] [ 7 ]       |
| Finalistka | 18 | 1998 | EBSA European Snooker Championship                      | Karen Corr        | 2–5   |                   |
| Zwycięstwo | 19 | 1998 | Women’s World Snooker Championship                      | Karen Corr        | 5–0   |                   |
| Zwycięstwo | 20 | 1999 | WLBSA Ladies Regal Scottish                             | Julie Gillespie   | 4–0   | [ 5 ] [ 7 ]       |
| Zwycięstwo | 21 | 1999 | WLBSA Connie Gough Memorial                             | Tessa Davidson    | 3–1   | [ 5 ] [ 7 ]       |
| Zwycięstwo | 22 | 1999 | WLBSA Ladies British Open                               | June Banks        | 4–2   | [ 5 ] [ 7 ]       |
| Zwycięstwo | 23 | 1999 | WLBSA Ladies UK Championship                            | Emma Bonney       | 4–0   | [ 5 ] [ 7 ]       |
| Zwycięstwo | 24 | 1999 | WLBSA National Championship                             | Julie Gillespie   | 4–1   | [ 5 ] [ 7 ]       |
| Zwycięstwo | 25 | 1999 | EBSA European Snooker Championship                      | Wendy Jans        | 5–2   |                   |
| Zwycięstwo | 26 | 1999 | Women’s World Snooker Championship                      | Karen Corr        | 4–2   | [ 2 ]             |
| Zwycięstwo | 27 | 2000 | WLBSA Ladies UK Championship                            | Katie Henrick     | 4–0   | [ 5 ] [ 7 ]       |
| Zwycięstwo | 28 | 2000 | WLBSA Ladies British Open                               | June Banks        | 3–0   | [ 5 ] [ 7 ]       |
| Zwycięstwo | 29 | 2000 | WLBSA Connie Gough National                             | Kim Shaw          | 4–1   | [ 5 ] [ 7 ]       |
| Zwycięstwo | 30 | 2000 | WLBSA Consultex Belgium Open                            | Lynette Horsburgh | 4–0   | [ 5 ] [ 7 ]       |
| Zwycięstwo | 31 | 2000 | WLBSA Ladies Regal Masters                              | Lynette Horsburgh | 4–0   | [ 5 ] [ 7 ]       |
| Zwycięstwo | 32 | 2000 | EBSA European Snooker Championship                      | Wendy Jans        | 5–0   |                   |
| Zwycięstwo | 33 | 2000 | Women’s World Snooker Championship                      | Lisa Ingall       | 4–1   | [ 8 ]             |
| Zwycięstwo | 34 | 2001 | WLBSA Ladies British Open                               | Maria Catalano    | 4–0   | [ 5 ] [ 7 ]       |
| Zwycięstwo | 35 | 2001 | WLBSA Ladies UK Championship                            | Lynette Horsburgh | 4–1   | [ 5 ] [ 3 ] [ 7 ] |
| Zwycięstwo | 36 | 2001 | WLBSA Connie Gough National                             | Lynette Horsburgh | 4–1   | [ 5 ] [ 7 ]       |
| Zwycięstwo | 37 | 2001 | WLBSA European Ranking Event                            | Lynette Horsburgh | 4–0   | [ 5 ] [ 7 ]       |
| Zwycięstwo | 38 | 2001 | WLBSA LG Cup (Ladies)                                   | Lisa Quick        | 4–1   | [ 5 ] [ 3 ] [ 7 ] |
| Zwycięstwo | 39 | 2001 | EBSA European Snooker Championship                      | Wendy Jans        | 5–3   |                   |
| Zwycięstwo | 40 | 2002 | WLBSA Ladies Regal Scottish                             | Lynette Horsburgh | 4–2   | [ 5 ] [ 7 ]       |
| Zwycięstwo | 41 | 2002 | WLBSA Ladies Regal Welsh                                | Wendy Jans        | 4–0   | [ 5 ] [ 7 ]       |
| Zwycięstwo | 42 | 2002 | WLBSA Ladies British Open                               | Sharon Dickson    | 4–3   | [ 5 ] [ 7 ]       |
| Zwycięstwo | 43 | 2002 | WLBSA Ladies UK Championship                            | Wendy Jans        | 4–1   | [ 5 ] [ 7 ]       |
| Zwycięstwo | 44 | 2002 | WLBSA Connie Gough National                             | June Banks        | 4–2   | [ 5 ] [ 7 ]       |
| Zwycięstwo | 45 | 2002 | WLBSA European Ranking Event                            | Lynette Horsburgh | 4–2   | [ 5 ] [ 7 ]       |
| Zwycięstwo | 46 | 2002 | WLBSA LG Cup (Ladies)                                   | Lynette Horsburgh | 4–2   | [ 5 ] [ 7 ]       |
| Zwycięstwo | 47 | 2002 | WLBSA Scottish Ladies Championship                      | Sharon Dickson    | 4–3   | [ 5 ] [ 7 ]       |
| Zwycięstwo | 48 | 2002 | EBSA European Snooker Championship                      | Wendy Jans        | 5–0   |                   |
| Zwycięstwo | 49 | 2002 | Women’s World Snooker Championship                      | Lisa Quick        | 4–1   | [ 9 ]             |
| Zwycięstwo | 50 | 2003 | WLBSA Ladies Regal Welsh                                | Lynette Horsburgh | 4–1   | [ 5 ] [ 7 ]       |
| Zwycięstwo | 51 | 2003 | WLBSA Connie Gough National                             | Emma Bonney       | 4–0   | [ 5 ] [ 7 ]       |
| Zwycięstwo | 52 | 2003 | EBSA European Snooker Championship                      | Wendy Jans        | 5–4   |                   |
| Zwycięstwo | 53 | 2003 | IBSF World Snooker Championship                         | Wendy Jans        | 5–2   | [ 10 ]            |
| Zwycięstwo | 54 | 2003 | Women’s World Snooker Championship                      | Lisa Quick        | 4–1   | [ 11 ]            |
| Zwycięstwo | 55 | 2012 | WLBSA China Billiard & Snooker Association Championship |                   |       | [ 5 ]             |

- Reprezentacje krajowe (z reprezentacją Anglii) 2002 i 2003

### bilard angielski
| Wynik      | NIE. | Rok  | Mistrzostwo                           | Przeciwnik  | Wynik   | Nr ref. |
| ---------- | ---- | ---- | ------------------------------------- | ----------- | ------- | ------- |
| Finalistka | 1    | 1999 | Mistrzostwa Świata Kobiet w Bilardzie | Karen Corr  | 276–354 | [ 12 ]  |
| Zwycięstwo | 2    | 2001 | Mistrzostwa Świata Kobiet w Bilardzie | Emma Bonney | 290–219 |         |
| Finalistka | 3    | 2002 | Mistrzostwa Świata Kobiet w Bilardzie | Emma Bonney | 196–227 |         |
| Zwycięstwo | 4    | 2003 | Mistrzostwa Świata Kobiet w Bilardzie | Emma Bonney | 299–155 |         |

### Pool
| Year | Tournament                                | Ref          |
| ---- | ----------------------------------------- | ------------ |
| 2004 | US Amateur National Championship          | [ 5 ]        |
| 2005 | WPBA West Coast Classic                   | [ 5 ]        |
| 2005 | WPBA San Diego Classic                    | [ 5 ]        |
| 2005 | WPBA Pacific Coast Classic                | [ 5 ]        |
| 2006 | WPBA San Diego Classic                    | [ 5 ]        |
| 2006 | WPBA Pacific Coast Classic                | [ 5 ]        |
| 2007 | WPBA San Diego Classic                    | [ 5 ]        |
| 2007 | WPBA Pacific Coast Classic                | [ 5 ]        |
| 2008 | WPBA Pacific Coast Classic                | [ 5 ]        |
| 2008 | WPBA Midwest Classic                      | [ 5 ]        |
| 2008 | WPBA U.S. Open 9-Ball Championship        | [ 5 ]        |
| 2009 | Tournament of Champions                   | [ 5 ]        |
| 2009 | WPBA Pacific Coast Classic                | [ 5 ]        |
| 2010 | Super Billiards Expo Players Championship | [ 5 ]        |
| 2011 | WPA Women’s World Ten-ball Championship   | [ 5 ]        |
| 2012 | WPA Women’s World Nine-ball Championship  | [ 5 ]        |
| 2012 | China Open 9-Ball Championship            | [ 5 ]        |
| 2013 | Tournament of Champions                   | [ 5 ]        |
| 2013 | WPA Amway Cup 9-Ball Open                 | [ 5 ] [ 13 ] |
| 2014 | Tournament of Champions                   | [ 14 ]       |
| 2016 | Tornado Open Women’s Open                 | [ 5 ]        |
| 2017 | European Pool Championship 9-Ball         | [ 5 ]        |
| 2017 | CBSA International Open                   | [ 5 ]        |
| 2018 | European Pool Championship 9-Ball         | [ 5 ]        |
| 2018 | Asian Culture Day Women’s 10-Ball         | [ 5 ]        |
| 2019 | WPBA Aramith / Dr Pool Classic            | [ 5 ]        |
| 2019 | WPA Women’s World Nine-ball Championship  | [ 15 ]       |
| 2021 | Women’s Poison VG 9-Ball Championship     | [ 5 ]        |
| 2021 | WPBA Sondheim Kiwanis Invitational        | [ 5 ]        |
| 2021 | Predator Austria Open 10-Ball             | [ 5 ]        |
| 2021 | American Straight Pool Championship       | [ 5 ]        |
| 2022 | WPBA Northern Lights Classic              | [ 5 ]        |
| 2022 | WPBA Ashton Twins Classic                 | [ 5 ]        |
| 2022 | WPBA Predator Event                       | [ 5 ]        |
| 2022 | Super Billiards Expo Players Championship | [ 5 ]        |
| 2022 | Predator Germany Open 10-Ball             | [ 5 ]        |
| 2022 | World Games Nine-ball Singles             | [ 5 ]        |
| 2022 | Predator Michigan Open 10-Ball            | [ 5 ]        |
| 2022 | WPBA Sledgehammer Open                    | [ 5 ]        |
| 2023 | WPBA Fairfield Invitational               | [ 5 ]        |
| 2023 | WPBA Iron City Invitational               | [ 5 ]        |
| 2023 | Predator Michigan Open 10-Ball            | [ 16 ]       |
| 2023 | WPBA Iron City Invitational               | [ 5 ]        |
| 2023 | Predator Puerto Rico Open 10-Ball         | [ 5 ]        |
| 2024 | The Americas Heyball Championship         | [ 5 ]        |
| 2024 | Borderline Brunswick Invitational         | [ 5 ]        |
| 2025 | Kamui Mixed Doubles                       |              |

- Gracz Roku Billiards Digest 2008, 2012, 2013
- Gracz dekady Billiards Digest 2010-2020
- Gracz Roku AZBilliards 2019, 2021, 2022, 2023
- 2021 Kongres bilardowy w Ameryce Galeria Sław
- 2022 Członek Orderu Imperium Brytyjskiego (MBE)